# 北方文艺出版社
北方文艺出版社是中华人民共和国的一家出版社，成立于1961年，社址位于黑龙江省哈尔滨市，隶属于黑龙江省新闻出版局。